# Ryan Broyles
(en) Statistiques sur pro-football-reference
Ryan Broyles (né le 9 avril 1988 à Norman) est un joueur américain de football américain.

## Enfance
Broyles étudie à la Norman High School où il totalise durant ces années 79 réceptions pour 1 688 yards et 18 touchdowns ainsi que 157 tacles et 20 interceptions en défense.

## Carrière

### Université
Il entre à l'université d'Oklahoma en 2007 et joue son premier match la saison suivante, contre les Bearcats de Cincinnati où il reçoit sept passes pour 141 yards. En 2009, il reçoit soixante-dix-neuf passes pour 964 yards et douze touchdowns et marque trois touchdowns lors du Sun Bowl contre les Cardinals de Stanford.
La saison suivante, il reçoit 131 passes pour 1622 yards et quatorze touchdowns et est un grand acteur de la victoire contre l'université du Connecticut lors du Fiesta Bowl. Le 15 octobre 2011, il bat le record de réception en FBS en recevant sa 317e passe, contre l'université du Kansas. Néanmoins, le 5 novembre 2011, il se blesse gravement contre les Aggies du Texas et déclare forfait pour le reste de la saison.

### Professionnel
Ryan Broyles est sélectionné au deuxième tour de la draft de la NFL de 2012 par les Lions de Détroit au cinquante-quatrième choix.

### Palmarès
- Équipe All-America universitaire 2010 et 2011
- Record du nombre de réception en NCAA
- Freshman All-American 2008 selon Scout.com